# Giuseppe Colombo (mathématicien)
Pour les articles homonymes, voir Giuseppe Colombo et Colombo (homonymie).
Giuseppe Colombo, dit Bepi Colombo, (né le 2 octobre 1920 à Padoue et mort dans la même ville le 20 février 1984) est un scientifique, mathématicien, astronome, ingénieur italien de l'université de Padoue connu pour ses travaux en astrodynamique.  
Le projet de mission de l'ESA, BepiColombo, vers la planète Mercure est ainsi nommée en son honneur.  On lui doit également la division de Colombo de l'anneau C de Saturne.

## Biographie[3]
Bepi Colombo est né à Padoue en 1920. Après ses études primaires et secondaires, il étudie les mathématiques à l'université de Pise. En 1944, après son diplôme, il retourne à Padoue enseigner la mécanique théorique en tant qu’assistant puis Professeur. En 1955, il devient professeur en mécanique appliquée à la faculté d'ingénierie.
En 1970, le laboratoire de propulsion de la NASA (JPL) l'invite pour participer à une conférence concernant la sonde Mariner 10. Sa principale contribution est la découverte de la méthode permettant de rencontrer un astre proche de son étoile, connue sous le nom d'assistance gravitationnelle. Ses recherches sont toujours exploitées pour économiser l'énergie des sondes et autres satellites, lors de voyages lointains.

## Travaux scientifiques

### Mercure
Consultant de la NASA, il détermine en 1970 les paramètres de l'orbite, en résonance avec la planète Mercure, de la sonde Mariner 10. Il expliqua la rotation atypique de Mercure. En effet, plus tôt dans l'année, il avait remarqué que la durée de l'orbite de la sonde, après son passage près de Mercure, devrait être proche du double de la période de rotation de la planète. Il a alors supposé qu'une seconde rencontre serait possible entre ces deux corps. Une étude poussée des calculs de Colombo par le JPL confirma son hypothèse.
L'étude proposait de choisir des points proches de la zone d'effet gravitationnel de Mercure, permettant ainsi de profiter de cette gravité pour pouvoir rejoindre Mercure six mois plus tard. La quasi-totalité des observations de Mercure par Mariner 10 — lancée en 1973 — ne furent possibles que par les calculs de Giuseppe.
En parallèle, avec un collègue (Mario Grossi), il proposa le principe de lier — par un câble — une sonde et une plateforme orbitale. Ils approchèrent la NASA et l'Agence spatiale Italienne pour développer le programme TSS, qui fut lancé en 1992 (STS-46) puis en 1996 (STS-75).

### Giotto

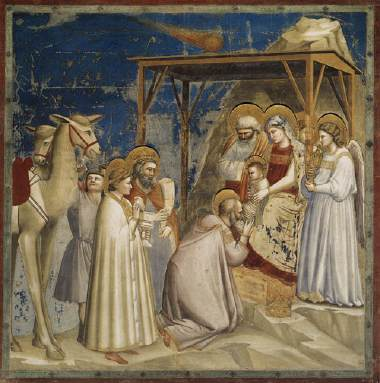
La comète sur le tableau de Giotto de 1303-1306 à la chapelle Scrovegni de Padoue est probablement inspirée du passage de la comète de Halley en 1301.

Il participa à l'élaboration de la mission Giotto vers la comète de Halley.  On lui doit le nom de la mission, inspirée du tableau L'adoration des mages de Giotto qui se trouve dans l'église de l'Arena de Padoue.

### Solar Probe
Il fut également impliqué dans le calcul de l'orbite de transfert de sondes spatiales destinées à explorer les pôles du Soleil en utilisant l'assistance gravitationnelle de Jupiter comme Solar Probe Plus.

## Honneurs
- L'astéroïde (10387) Bepicolombo (1996 UQ) est nommé en son honneur, de même que la mission BepiColombo.
- NASA Exceptional Scientific Achievement Medal (en) (1983)[réf. souhaitée],
- Prix Antonio-Feltrinelli (1971)